# گزارش پیلکی

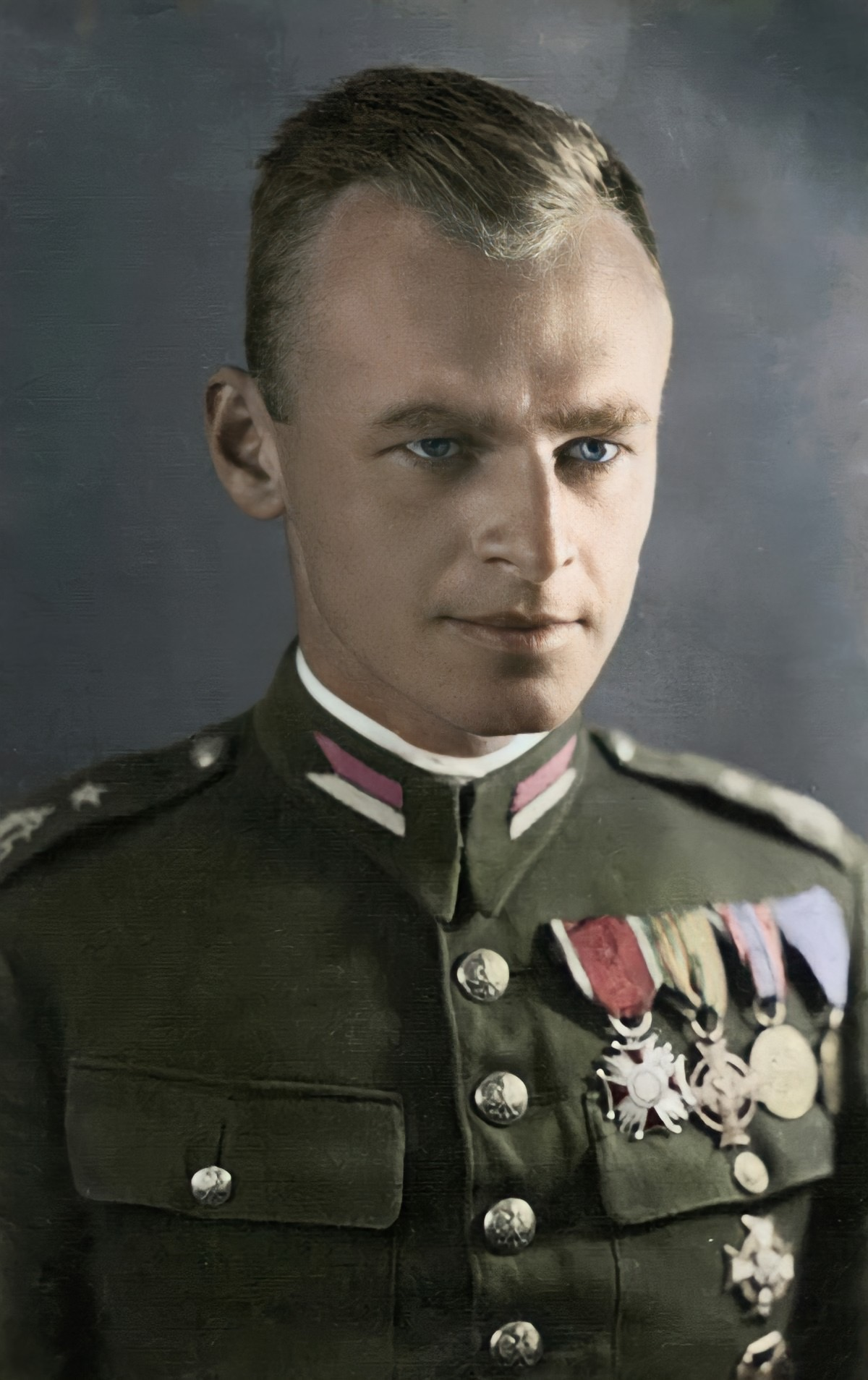
کاپیتان ویتولد پیلکی

گزارش پیلکی یا گزارش ویتولد گزارشی تهیه شده توسط کاپیتان ویتولد پیلکی، از افسران نظامی جنبش مقاومت لهستان دربارهٔ اردوگاه آشویتس است که در ۱۹۴۳ نوشته شده‌است. پیلکی در ۱۹۴۰ داوطلب شد تا با زندانی شدن در آشویتس اقدام به ورود به آن اردوگاه و راه‌اندازی جنبشی مقاومتی درون اردوگاه کند. مشاهدات او نخستین اطلاعات دقیق دربارهٔ اردوگاه‌های مرگ هولوکاست بودند که به متفقین می‌رسیدند. پیلکی توانست در آوریل ۱۹۴۳ از آشویتس بگریزد.
این گزارش شامل جزئیاتی از اتاق‌های گاز، گزینش زندانیان برای کار اجباری یا کشته‌شدن در اتاق‌ها، و همچنین آزمایش‌های عقیم‌سازی است. پیلکی تخمین زده بود که سه سازه‌ی ویژه سوزاندن جسدها در آشویتس توانایی رسیدگی به ۸۰۰۰ جسد در روز را داشتند.
از اواخر ۱۹۴۳ گزارش‌های پیلکی دربارهٔ کشتارهای دسته‌جمعی و دیگر قساوت‌ها در اردوگاه‌های کار اجباری آلمان نازی هشدار می‌دادند. گزارش پیلکی پیش از پروتوکول‌های آشویتس منتشر شد و به همراه گزارش وربا-وتزلر و دیگر گزارش‌ها آن را کامل می‌کرد.